# 雷暐樂
雷暐樂（英語：Peter Lui Wai Lok，1996年3月29日—），香港作家、填詞人、編劇。

## 生平
雷暐樂2019年畢業於香港浸會大學人文及創作系，主修創意及專業寫作。他的創作包括新詩、歌詞、小說、散文、劇本、評論等，作品散見於《明報》、《聲韻詩刊》、《無形》、《藝文青》等，曾獲中文舞台劇本創作比賽冠軍、全球華文青年文學獎、恒大中文文學獎、全港學界微型小說創作比賽等獎項。
在浸大時師從資深流行音樂填詞人周耀輝。2020年參加周耀輝及馮穎琪主辦的第一屆《埋班作樂》音樂創作及製作人才培育計劃，作品獲得該計劃的「最佳歌詞」獎。同年又與周耀輝及同門王樂儀、梁嘉詠，共同為中英劇團音樂劇《唐吉訶德》的歌曲填寫粵語歌詞。

## 填詞作品

### 2019年
- Chick Chan 陳雞 - 建家人（《一手歌：聽城內的那雙手》作品）

### 2020年
| - 何景熙 - 平凡之善 | - 鍾舒漫、鍾舒淇 - 未夠癲（《埋班作樂》作品） |

### 2021年
| - 媽媽的禮物（休止禮重演插曲） - Sinnie Ng - 下雨時我會想着你帶給我的天晴 | - 馮允謙 - 因愛之罪名 - 吳思岐 - 末日乜乜乜？ |

### 2022年
| - Lolly Talk - 8sec - Lolly Talk - 三分甜 - 吳思岐 - 傾佛偈 - 吳思岐 - 窮得還剩下 - 何景熙 - 過活如常 - Peace Lo - 易容 | - Hedgehog - 藍色時期 - 雷深如 - 人間真實（道理書開台主題曲） - 邊境畢業歌 - 在起點說再見（原曲：林家謙 - 在空中的這一秒） - Ben Chiu Feat. 黃淑蔓 - 我在每個宇宙都 - 超能天氣 Feat. Elphie K - 我們如此很好 |

### 2023年
| - RAEY - 低傳真女孩 - RAEY - 金魚自養手冊 - Tsoiwaijenjen 許采蔚 - 煙城 - 李駿傑 - CLOSER - 超能天氣 Feat. TAOTAO 黃曦桃 - 宅寂 - Alice Cheung - 苦瓜臉 | - Hedgehog - 航行者一號 - Hedgehog Feat. Herman Wong - 對面海 - 區子琳 - 上載中 - 炎明熹 - Little Magic - 陳映同 - 問到呼吸 |

### 2024年
| - Lolly Talk - 六度相隔理論 - Lolly Talk - my PROMISE（邦民應援團應援歌） - 吳若希 - 召喚絲 | - 周卓盈 - 玩偶奇遇物語 - Hedgehog - 大有 - 大金 - 懷疑不只初見 |

### 2025年
| - Cheuko feat. DIFINE - 青春樂園餐 - 雷深如 J.Arie - 遺下來的 - 雷深如 J.Arie - 寬恕的學問 | - Hedgehog - 在憂鬱的熱帶 - 表妹 Mona - 月光效應 - 夜瑠☆エピファニー - 彈珠式戀愛 |

## 獎項及提名

### 作品
| 年份 | 頒獎禮                                      | 獎項                       | 單位                           | 結果 |
| ---- | ------------------------------------------- | -------------------------- | ------------------------------ | ---- |
| 2023 | 新城電台 2023年度新城勁爆頒獎禮             | 勁爆歌曲（之一）           | 炎明熹《Little Magic》（填詞） | 獲獎 |
| 2024 | 香港商業電台 2023年度叱咤樂壇流行榜頒獎典禮 | 專業推介．叱咤十大（之一） | 炎明熹《Little Magic》（填詞） | 獲獎 |

## 外部連結
- 雷暐樂的Instagram帳戶